# Contos e Fábulas do Brasil
Contos e Fábulas do Brasil é um livro do estudioso da cultura popular, poeta e cordelista brasileiro Marco Haurélio, escrito a partir de uma recolha feita no sertão da Bahia, entre 2005 e 2010, que apresenta uma seleção de contos  tradicionais, divididos em vários capítulos, com classificações e notas assinadas por Paulo Correia, membro do Centro de Estudos Ataíde Oliveira (CEAO), da Universidade do Algarve, Faro, Portugal. A obra traz, ainda, ilustrações do artista plástico paraibano Severino Ramos. Reúne contos de animais, maravilhosos, religiosos,novelescos, do ogre estúpido (demônio logrado), de fórmula (acumulativos), classificados de acordo com o Sistema internacional ATU.

## A Recolha
A recolha, realizada em 2005, abrangeu os municípios baianos de Brumado, Caetité, Igaporã e Serra do Ramalho. Em 2010, o material foi ampliado por contos recolhidos em São Paulo de informantes provenientes de Alagoas e Pernambuco.